# Feuer frei!
Feuer frei! (Tüzet nyiss; katonai parancs a német hadseregben) az ötödik kislemez a német metál együttes, a Rammstein Mutter című stúdióalbumáról. Talán ez az egyik legismertebb szám erről az albumról, mivel a zenekar pár perc erejéig szerepel az xXx című amerikai filmben, miközben ezt a számukat játsszák.
A számnak a Rammsteinre jellemző hangzása van erős riffekkel, hangsúlyos dobbal és dallamos szintetizátor-bejátszásokkal fűszerezve.
A videóban az együttes látható, amint ezt a számot adják elő. A klip szintén tartalmaz jeleneteket az xXx filmből. A tagok öltözködése, stílusa tőlük szokatlan módon sokkal punkosabb, ezt leginkább az énekesen, Till Lindemannon lehet megfigyelni.
Koncert közben Till és a két gitáros, Richard Z. Kruspe és Paul Landers a szám vége felé szájra erősíthető lángszórót visel, mellyel lángcsóvákat fújnak a közönség fölé.
Nagy-Britanniában a kislemez három részben jelent meg, három különböző színben (sárga, zöld, narancssárga).

## Számok

### Német változat (fehér borító)
1. Feuer frei! – 3: 08
2. Feuer frei! (Rammstein vs. Junkie XL Remix) – 4: 10
3. Feuer frei! (Rammstein Remix 130) – 3: 44
4. Feuer frei! (Rammstein Remix 95) – 3: 34
5. Du hast (Battery Remix „A Tribute to Rammstein”) – 4: 41
6. Bück dich (Battery Remix „A Tribute to Rammstein”) – 3: 39

### Angol változat – első kiadás (sárga borító)
1. Feuer frei!
2. Mutter (Radio Edit)
3. Kokain
4. Feuer frei! (Videó & interjú)

### Angol változat – második kiadás (zöld borító)
1. Feuer frei! (videó és interjú)
2. Du hast (Battery Remix „A Tribute to Rammstein”)
3. Bück dich (Battery Remix „A Tribute to Rammstein”)
4. Galéria

### Angol változat – harmadik kiadás (narancssárga borító)
1. Feuer frei! (Rammstein vs. Junkie XL Remix)
2. Mutter
3. Feuer frei! (Rammstein Remix)
4. Interjú és galéria

Forrás: http://www.rammstein.com

## Dalszöveg
Kritizálják azt, aki ismeri a fájdalmat

A tűztől, ami megégeti a bőrt

Fényt dobok

Az arcomba

Egy forró sikoly

Tüzet nyiss

Bang, bang!
Naggyá lesz, aki ismeri a fájdalmat

A tűztől, ami a vágyban ég

Egy szikrázó döfés

A méhébe

Egy forró sikoly

Tüzet nyiss

Bang, bang!
Tüzet nyiss
Veszélyes, aki ismeri a fájdalmat

A tűztől, ami lelkében ég

Bang, bang!

Veszélyes az égett gyermek

A tűzzel, ami elválasztja az élettől

Egy forró sikoly

Bang, bang!

Tüzet nyiss
Boldogságod

Nem az én boldogságom

Az az én boldogtalanságom
Bang, bang!

Tüzet nyiss

## Külső hivatkozások
- Dalszöveg németül és angolul Archiválva 2011. május 27-i dátummal a Wayback Machine-ben